# Oporów (województwo łódzkie)
Oporów – wieś, dawniej miasto w Polsce położona w województwie łódzkim, w powiecie kutnowskim, w gminie Oporów. Leży w odległości 15 km od Kutna i 6 km od Żychlina.

## Historia
Oporów leży w historycznej ziemi łęczyckiej, w XVI wieku położony był w powiecie orłowskim województwa łęczyckiego. Uzyskał lokację miejską w 1399 roku, zdegradowany po 1661 roku. W XIV, XV i XVI wieku Oporów był siedzibą rodową sławnej rodziny możnowładczej Oporowskich herbu Sulima. Wojewoda łęczycki Mikołaj z Oporowa lokował tu w latach 1399–1424 miasto i zbudował warownię - fortalicjum. Jego syn - Władysław z Oporowa - arcybiskup gnieźnieński wzniósł w Oporowie obronny zamek, istniejący do dziś oraz ufundował w 1453 klasztor oo. Paulinów (jego przeorem był przez pewien czas Augustyn Kordecki). Miasteczko Oporów znajdujące się na terenie dzisiejszego cmentarza nie rozwijało się jednak zbyt pomyślnie, licząc w XVI wieku najwyżej 37 domów i około 250 mieszkańców. Z rzemieślników mieszkali tu głównie rzeźnicy, piekarze, piwowarzy i gorzelnicy. Większość mieszczan utrzymywała się jednak z pracy na roli. Podczas potopu szwedzkiego w 1655 roku zostało spalone i w następnych wiekach utraciło prawa miejskie. W 1725 roku dobra oporowskie wraz z zamkiem, zakupił Jan Michał Sołłohub.
W latach 1975–1998 miejscowość administracyjnie należała do województwa płockiego.
Miejscowość jest siedzibą gminy Oporów.

## Zabytki

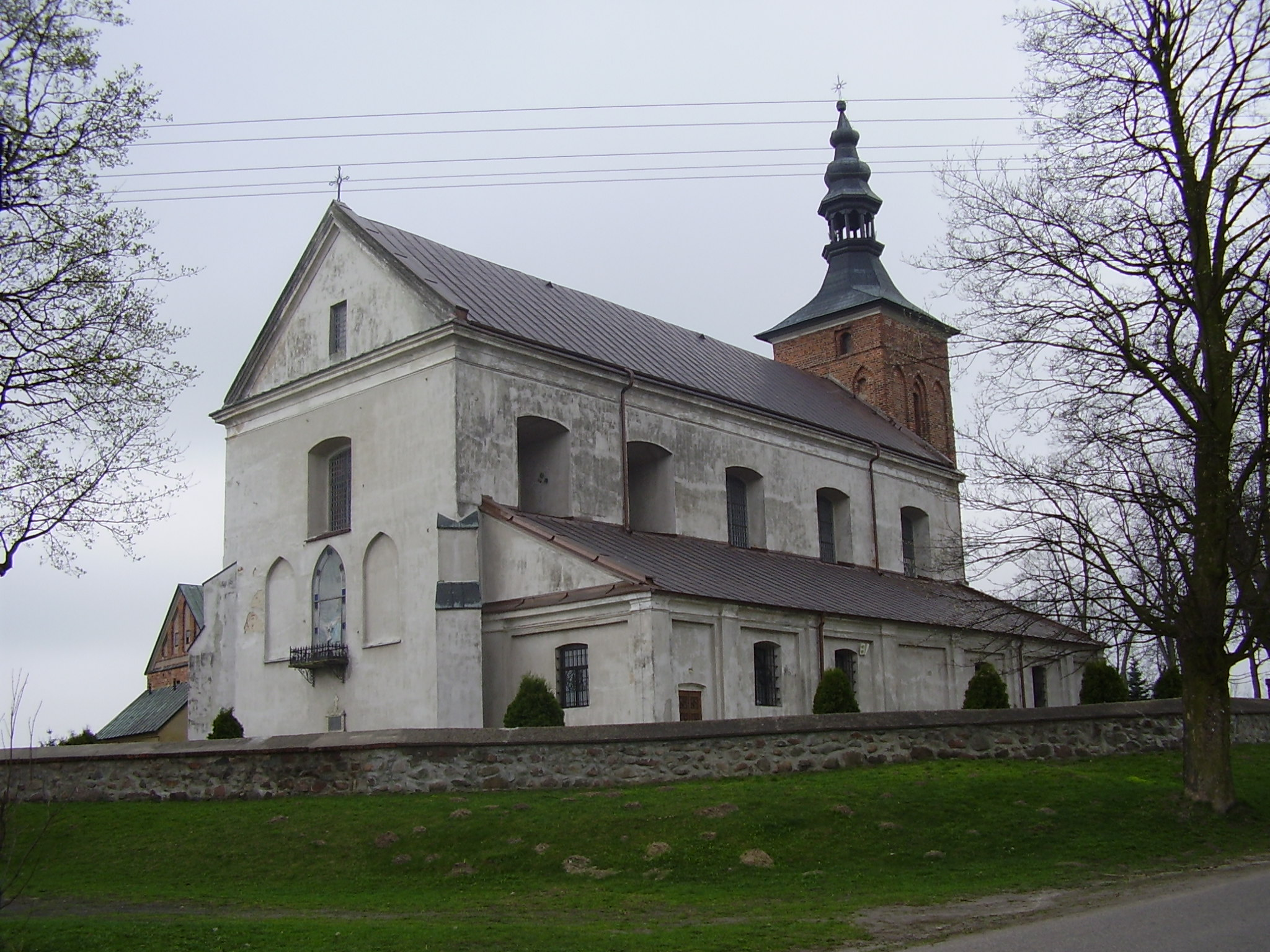
Kościół św. Marcina

Według rejestru zabytków Narodowego Instytutu Dziedzictwa na listę zabytków wpisane są obiekty:
- zespół klasztorny paulinów ufundowany w 1453 roku, XV-XIX w.:
  - kościół pw. św. Marcina, obecnie parafialny, nr rej.: 46-III-10 z 16.03.1948, 46-III-10 z 21.11.1960 oraz 24 z 5.07.1967
  - klasztor paulinów, nr rej.: 392 z 5.07.1967
- zespół zamkowy, XV-XIX w., XX w.:
  - zamek (nr rej.: 25 z 31.05.1967) gotycki z połowy XV w. wzniesiony staraniem arcybiskupa gnieźnieńskiego Władysława z Oporowa. Późnogotycka rezydencja obronna, jeden z nielicznych tego typu zabytków w Polsce. Aktualnie w zamku funkcjonuje Muzeum-Zamek w Oporowie 
  - park, nr rej.: P.3/1 z 24.06.1946, 7/P.III.1 z 21.01.1950 oraz 350 z 31.05.1967
  - dom ogrodnika, ob. biblioteka, nr rej.: 411 z 25.08.1976